# Kurlin
Kurlin (ros. Курлин) – osiedle w Rosji, w obwodzie orenburski, w rejonie pierwomajskim. W 2010 liczyło 365 mieszkańców.